# St.-Johannes-Kirche (Schaprode)

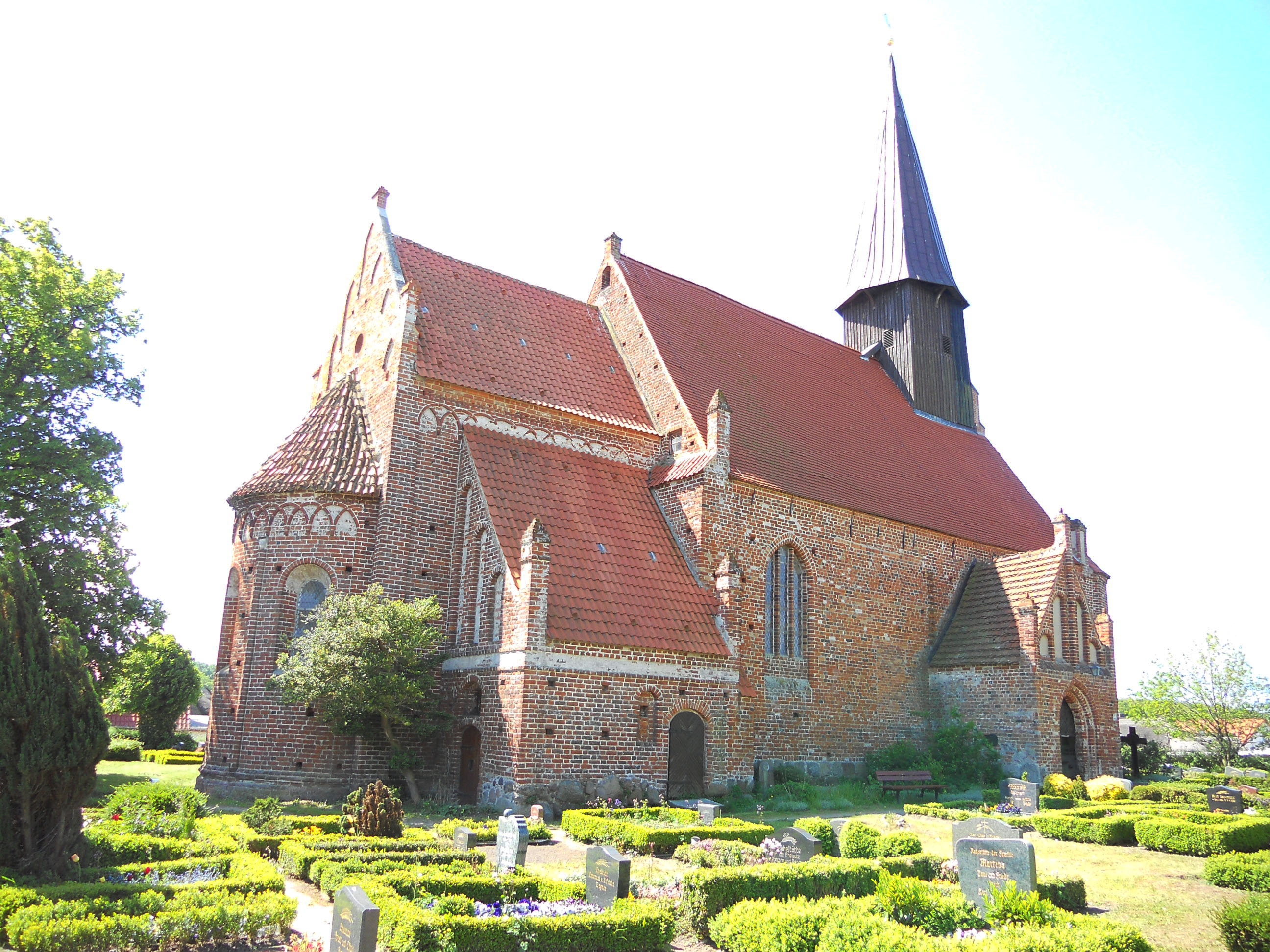
St.-Johannes-Kirche, Ansicht von Osten

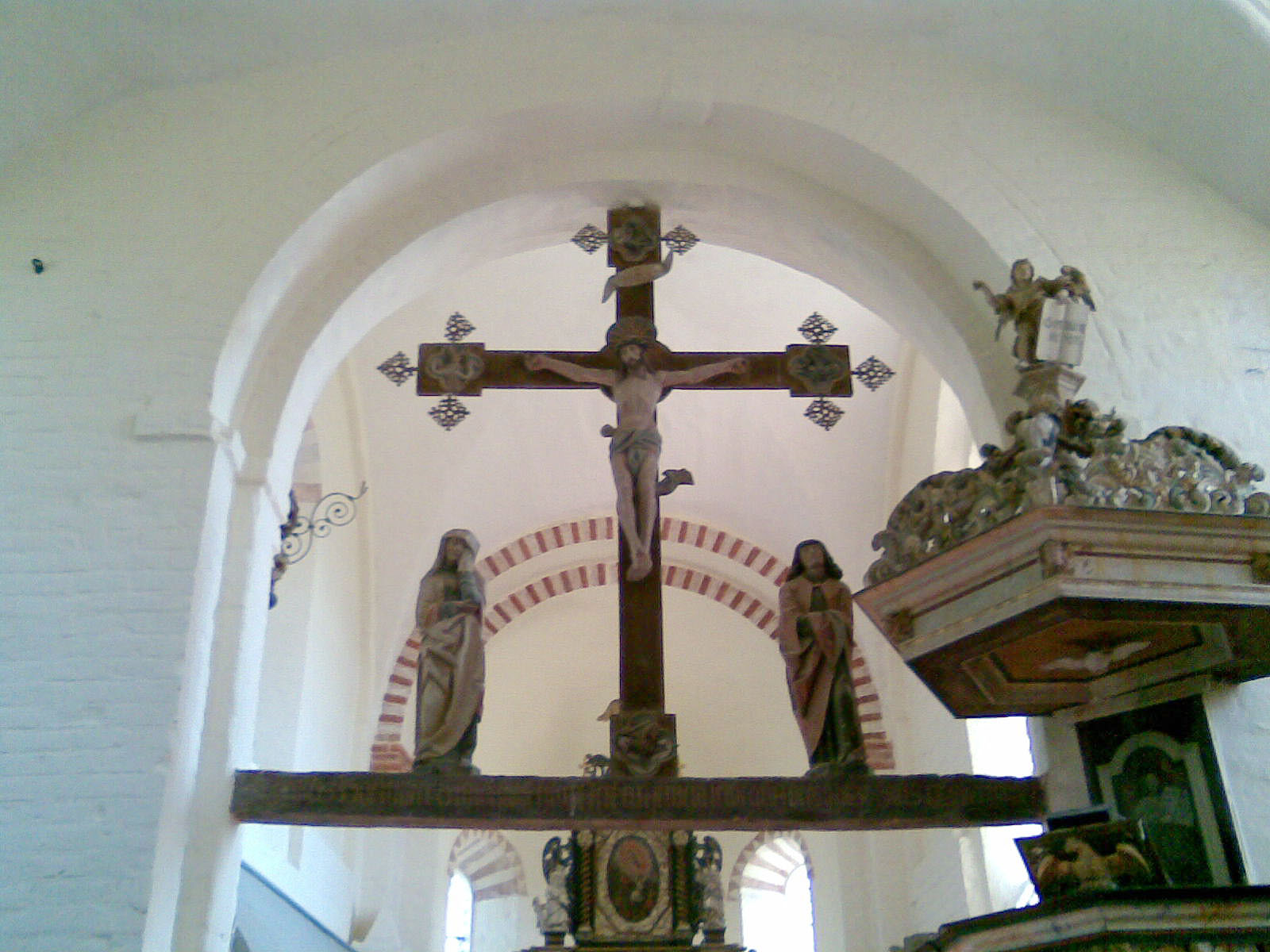
Triumphkreuz

Die St.-Johannes-Kirche zu Schaprode ist die evangelische Pfarrkirche der Kirchgemeinde Schaprode im Westteil Rügens. Sie ist die drittälteste Kirche der Insel Rügen.

## Geschichte
Die Kirche wurde Anfang des 13. Jahrhunderts erbaut und spielte eine wichtige Rolle bei der Christianisierung Rügens. Sie ist eine der ältesten Kirchen Rügens neben denen in Bergen, Altenkirchen und Sagard. Verschiedene dänische Bischöfe suchten hier Asyl bei Auseinandersetzungen mit dem Königshaus. Rügen war bis zur Reformation dem dänischen Bistum Roskilde zugehörig. Der ursprünglich romanische Baustil der Kirchen, wie der St.-Johannis-Kirche in Schaprode, wurde von dänischen Bauleuten auf die Insel gebracht. Um 1450 Ersatz und Verkleinerung des romanischen Kirchenschiffs (Gemeindehalle) durch ein gotisches. Von der alten Kirche blieben der romanische Chor mit der Apsis und Teile der Ostwand des einst dreischiffigen Langhauses erhalten.
Am Ende des 15. Jahrhunderts wurde die Kirche Ziel einer Marienwallfahrt. Aus dieser Zeit stammt das Triumphkreuz.
Die Sakristei stammt aus dem 16. Jahrhundert. Von 1666 bis 1668 erhielt die Schaproder Kirche den hölzernen Dachreiter über dem Westgiebel. Die beiden Kirchenglocken wurden in den Jahren 1609 und 1728 in Stralsund gegossen. Albert Huve goss die kleinere Glocke im Jahr 1609. Die größere Glocke von Jochim Metzker (Joachim Metzger) aus dem Jahr 1728 trägt die Inschrift „LAUDO DEUM DEFUNCTOS PLORO SABBATA PANGO“ (ich lobe Gott, ich beweine die Toten, ich besinge den Feiertag). Beide Glocken wurden 1942 an die Rüstungsindustrie abgeliefert, entgingen aber dem Einschmelzen. Sie wurden 1950 aus Hamburg abgeholt und in Schaprode wieder aufgehängt. Aus dem 17. Jahrhundert stammt das barocke Patronatsgestühl der Kirche. Die Bildnisse der Reformatoren Johannes Bugenhagen und Martin Luther am Kanzelaufgang wurden 1723 gemalt. Der dreigeschossige Altar ist ebenfalls eine Arbeit aus dem 18. Jahrhundert.

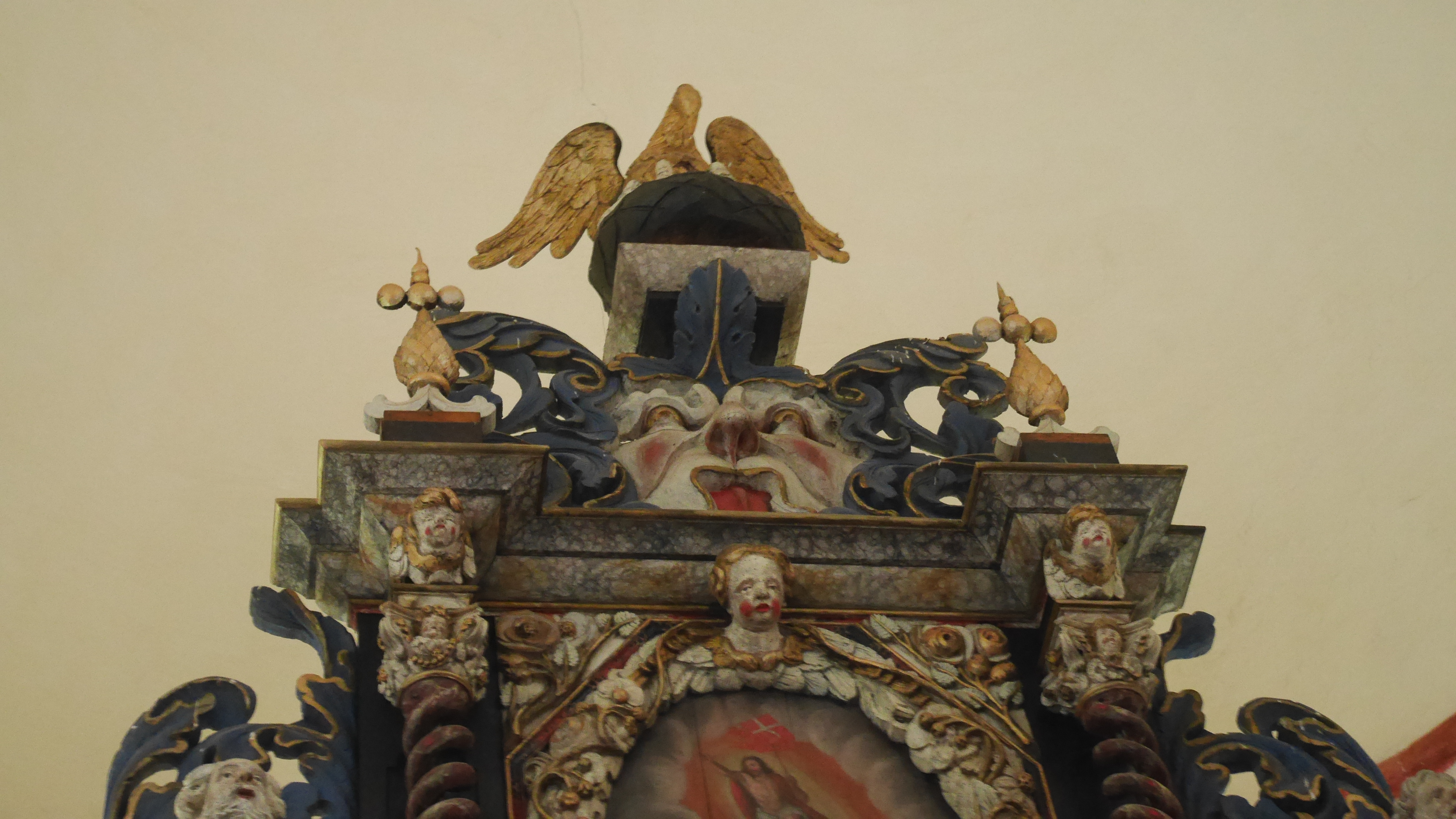
Seltene Blattmaske Altar
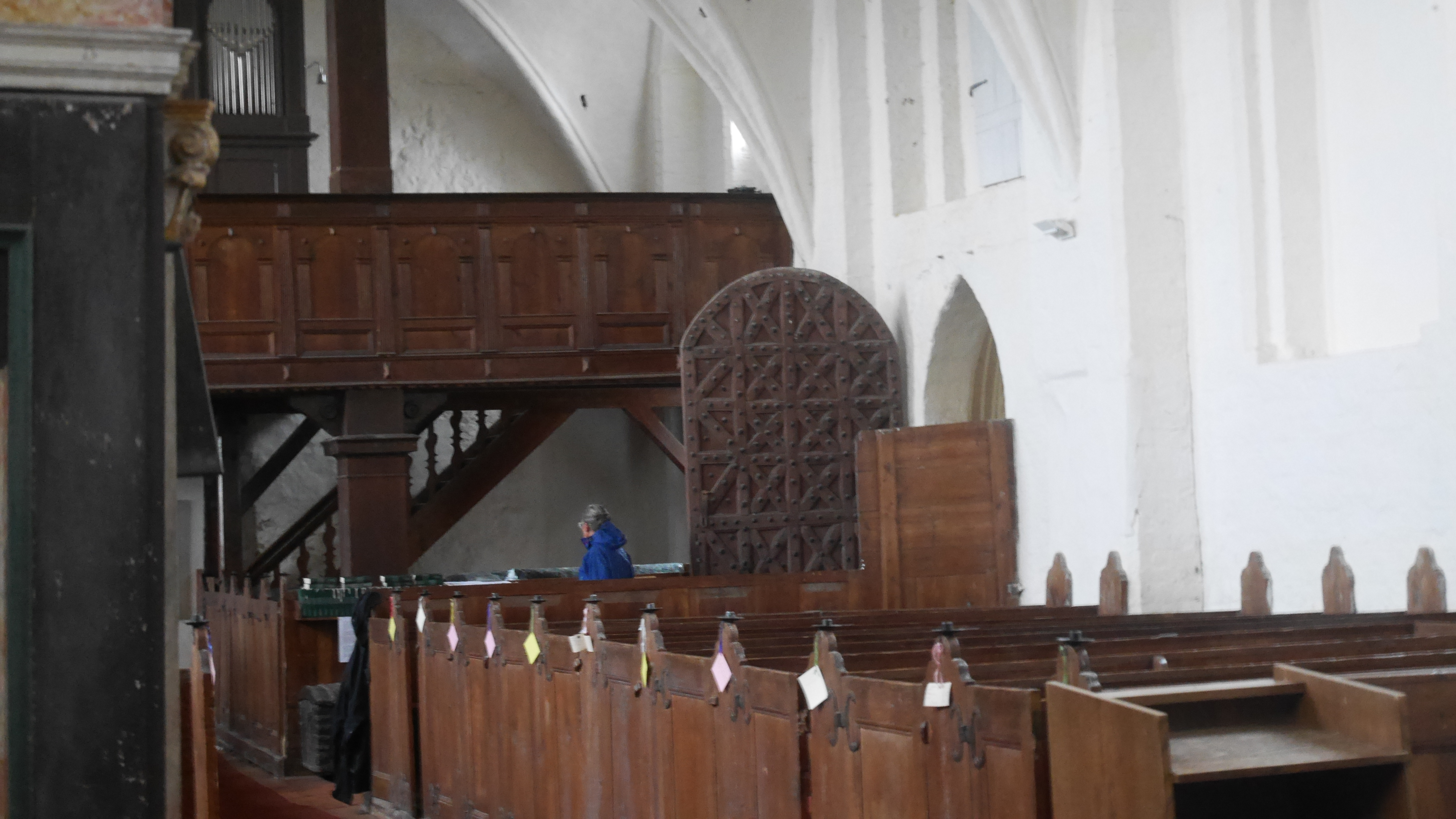
Tür Eiche
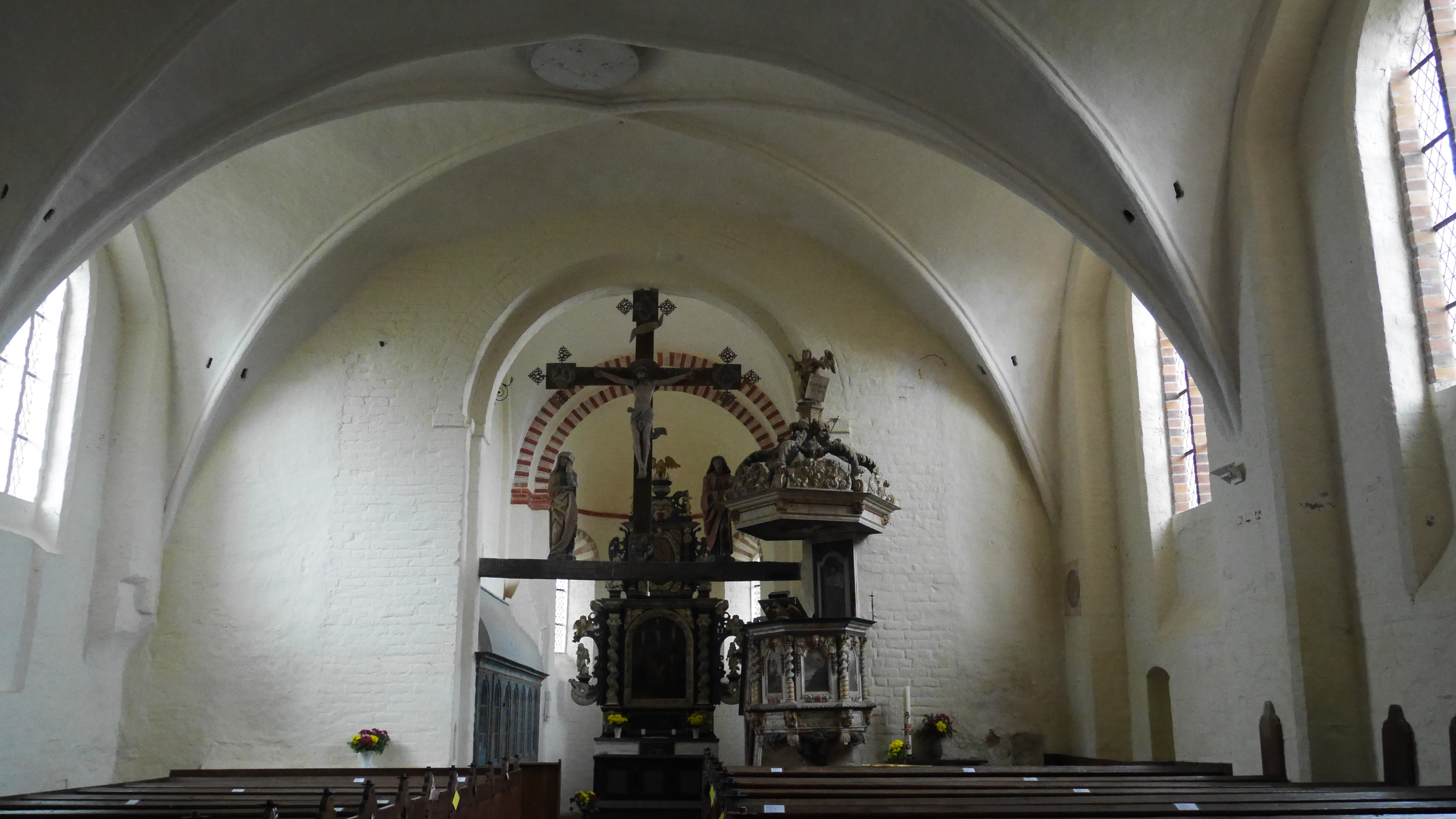
Chorbogen
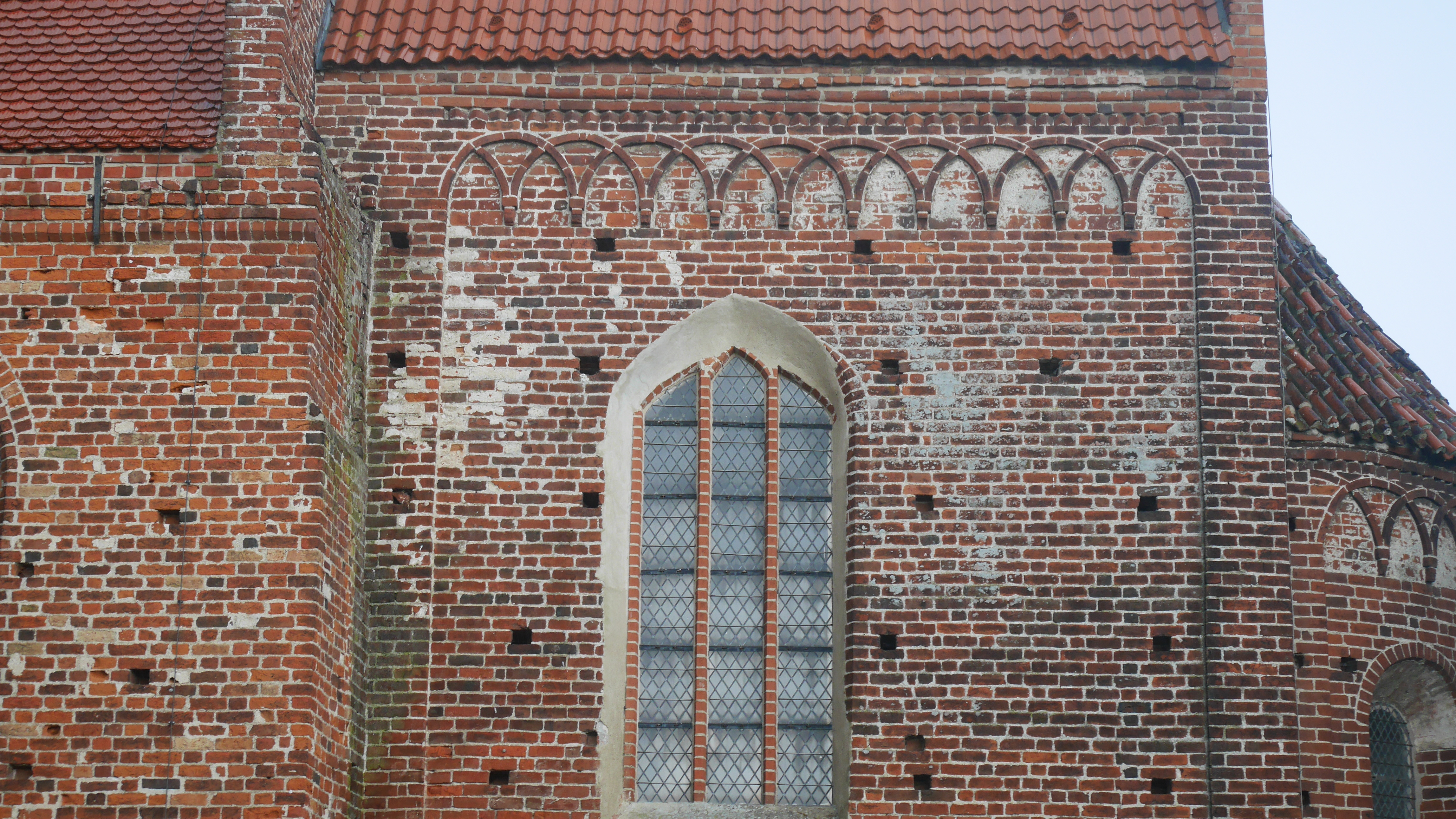
Rundbogen- bzw. Kreuzbogenfries

## Ausstattung

### Altar

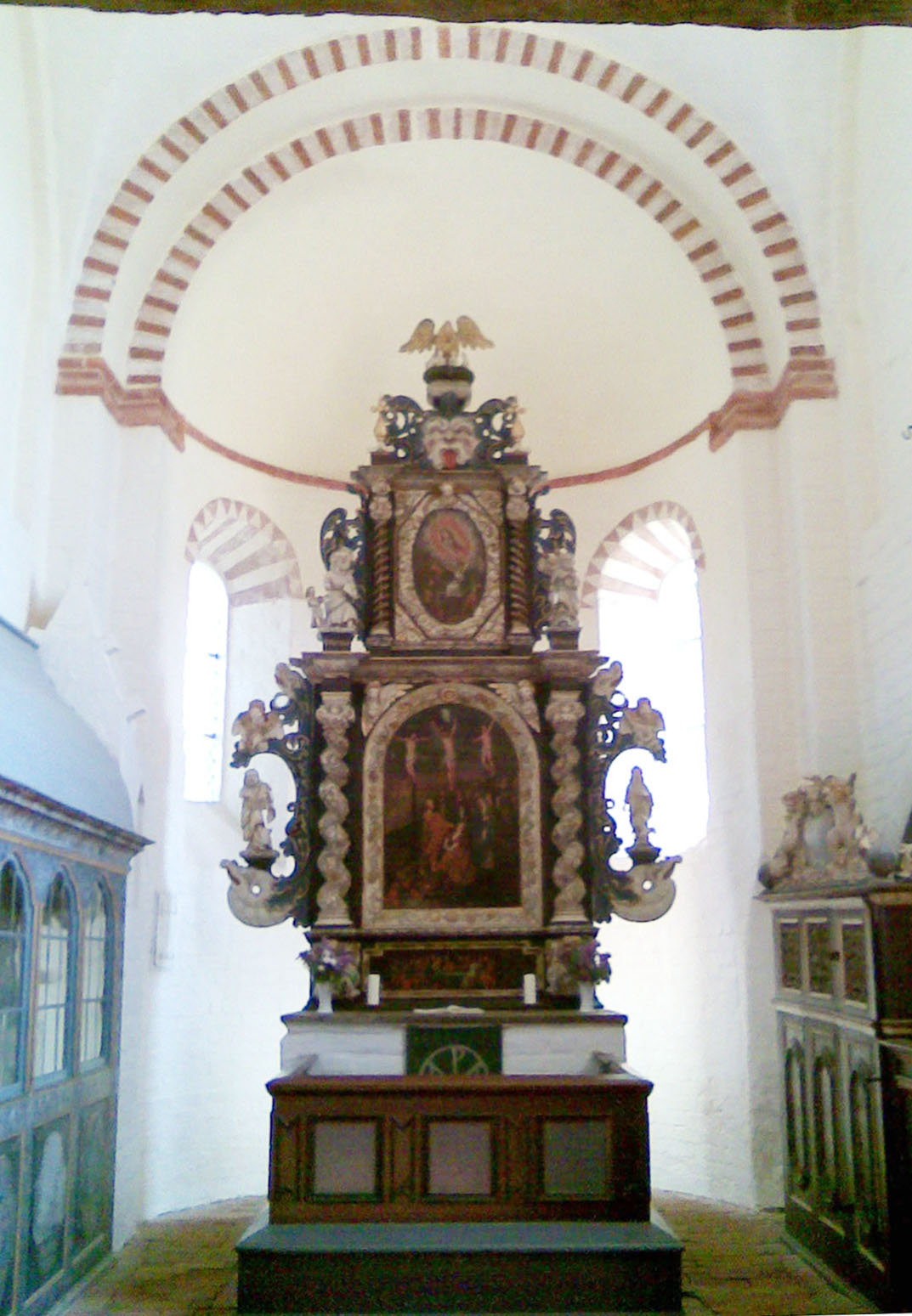
Altar

Der untere Teil des Altares besteht aus einem gemauerten Tisch mit einer bräunlichen Kalksteinplatte. Darüber ein barocker Aufsatz aus Holz, dieser wurde Anfang des 18. Jahrhunderts von dem Stralsunder Thomas Phalert geschaffen. Im Zentrum sind drei Tafelbilder zu sehen. Im mittleren Hauptteil die Kreuzigung, in der Predella darunter das Abendmahl und im oberen Teil die Auferstehung. Die Bilder sind von gewundenen Säulen und Evangelistenfiguren umrahmt. Bekrönt ist das ganze durch einen auf seinem Nest sitzenden Pelikan. Er nährt die Jungen mit Blut aus seiner Brust. Darunter ist eine Fratze, als Sinnbild des Bösen. Der Altartisch wird an der Vorderseite von Schranken aus dem 18. Jahrhundert umgeben.

### Kanzel

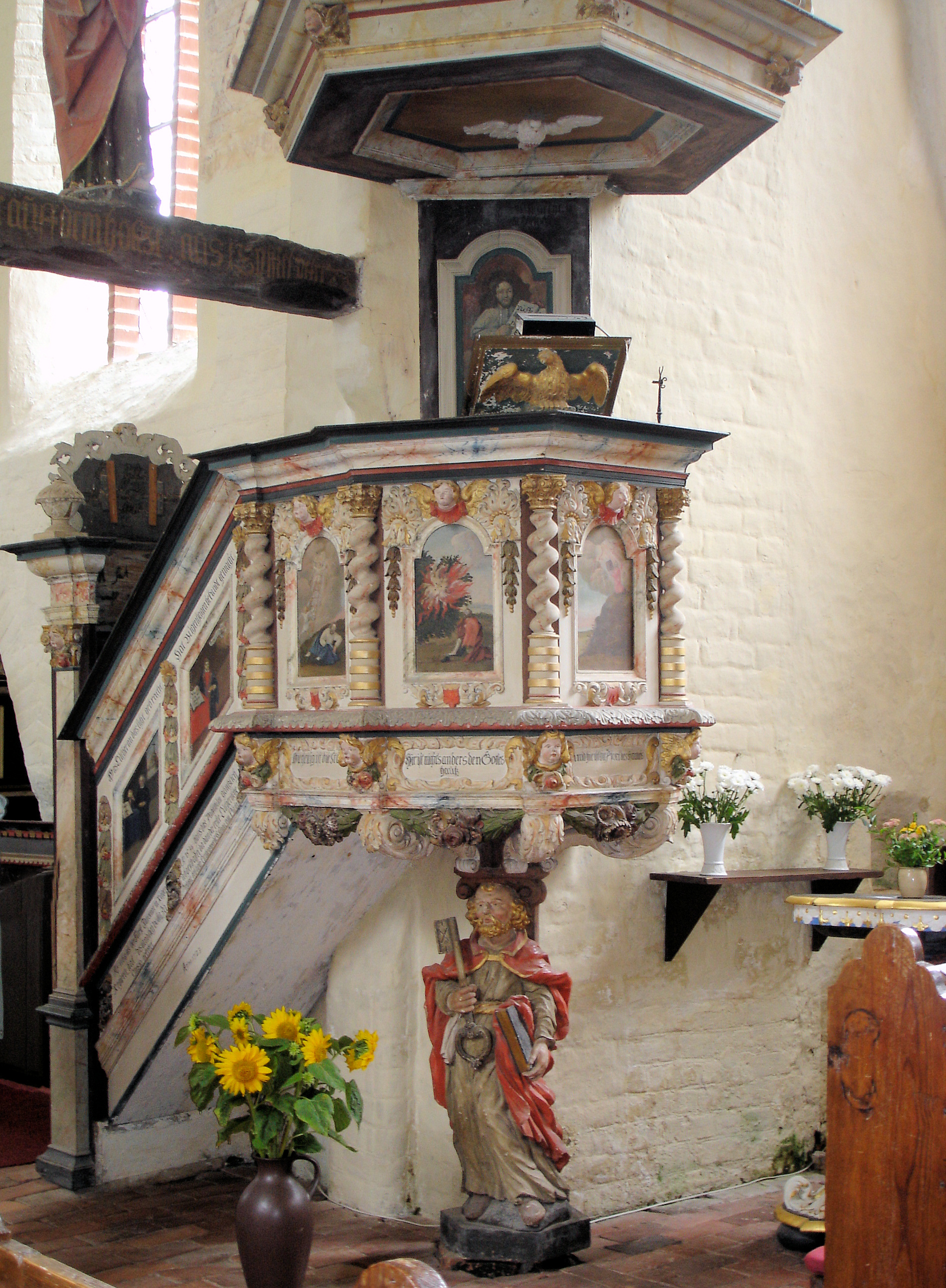
Kanzel

Die barocke Kirchenkanzel fertigten der Bildschnitzer Hans Broder und der Maler Franz Rose aus Stralsund in den Jahren 1722 bis 1723. Getragen wird die Kanzel von einer geschnitzten Petrusfigur. Am Kanzelkorb sind auf Tafelbildern mit Beschriftungen alttestamentlichen Darstellungen angebracht. Am Aufgang sind Bilder über die Christianisierung Rügens und die Reformation Pommerns dargestellt. Die Tür zur Kanzel ist mit einer goldenen Inschrift verziert: Sag was zu sagen ist, mit recht Stadthafftem Muth, so führst du dein Ambt und Christi lehre gud. Die Kanzel ist überzogen mit Verzierungen aus Fruchtstücken, Akanthuslaub, Engelköpfen und Blattgehängen. Das Lesepult liegt auf einem geschnitzten Adler. Auf dem Schalldeckel steht ein Engel mit einem aufgeschlagenen Buch, unter dem Deckel befindet sich eine frei schwebende Taube.

### Beichtstuhl
An der südöstlichen Seite des Chores steht der Beichtstuhl. Auch dieser wurde, ebenso wie die Kanzel, von den Meistern Broder und Rose geschaffen. Er ist mit reichem barocken Schnitzwerk aus Putten und Blättern versehen. Etliche, auch naive, Ölgemälde in den Gitterfeldern, dekorieren den Beichtstuhl.

### Orgel

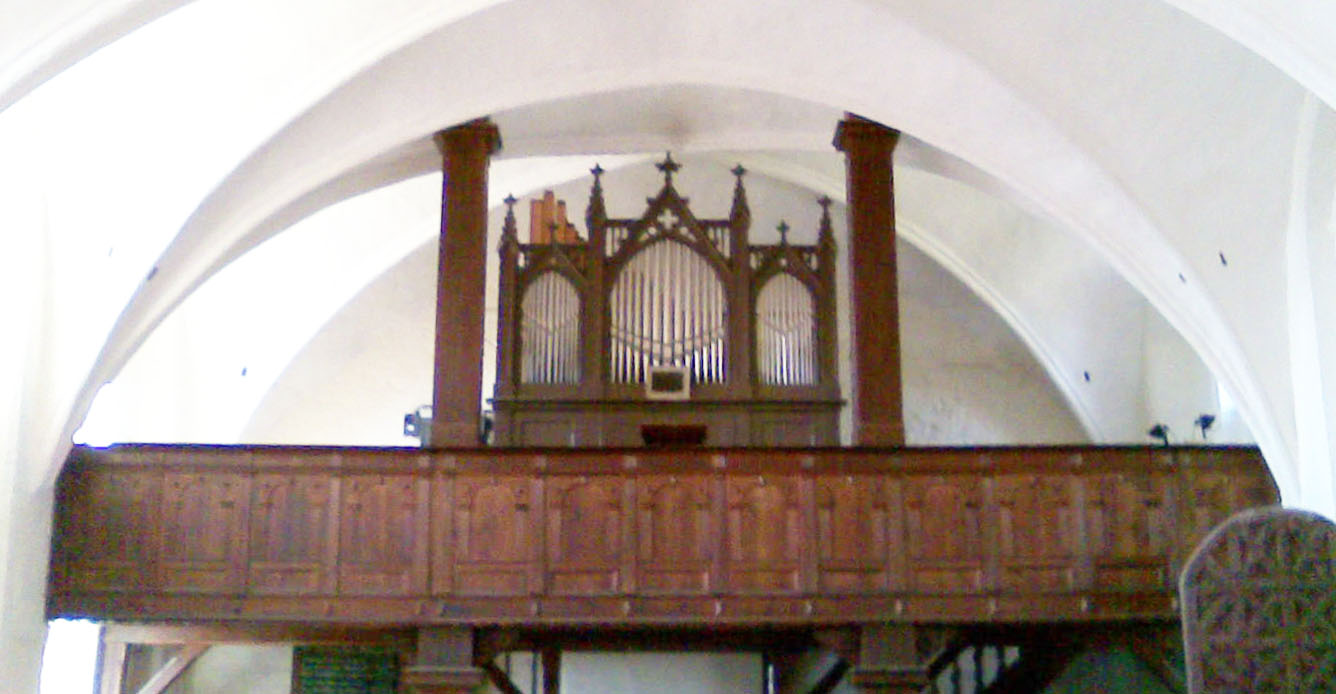
Orgel

Die Orgel wurde 1895 durch den Gothaer Orgelbauer Guido Knauf gebaut. Das rein mechanische Instrument hat 12 Register auf zwei Manualen und Pedal.
| I Hauptwerk C–f3 |     |
| Bordun           | 16′ |
| Principal        | 8′  |
| Gedackt          | 8′  |
| Hohlflöte        | 8′  |
| Octave           | 4′  |
| Mixtur III       |     |

| II Nebenwerk C–f3 |    |
| Flauto travers    | 8′ |
| Salicional        | 8′ |
| Gemshorn          | 4′ |
| Principal         | 2′ |

| Pedal C–d1  |     |
| Subbaß      | 16′ |
| Violoncello | 8′  |

- Koppeln: II/I, I/P

### Taufe

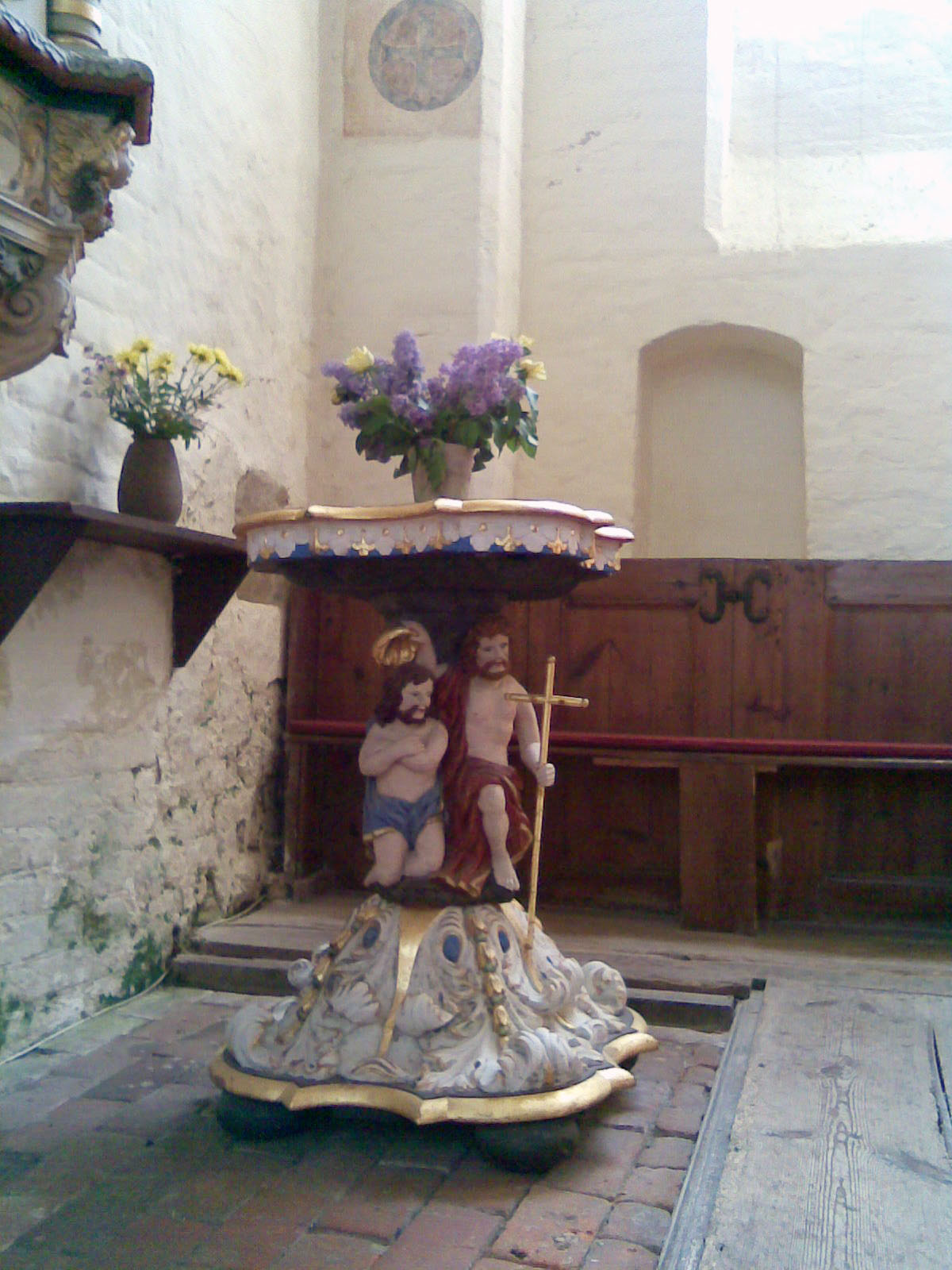
Taufe

Dieser kunstvoll gearbeitete hölzerne Ständer entstand 1723 zusammen mit der Kanzel. Auf dem glockenförmigen Fuß ist reliefartig die Taufe Jesu dargestellt. Die Taufe ist in den 1990er Jahren vollkommen restauriert worden.

### Patronatsloge

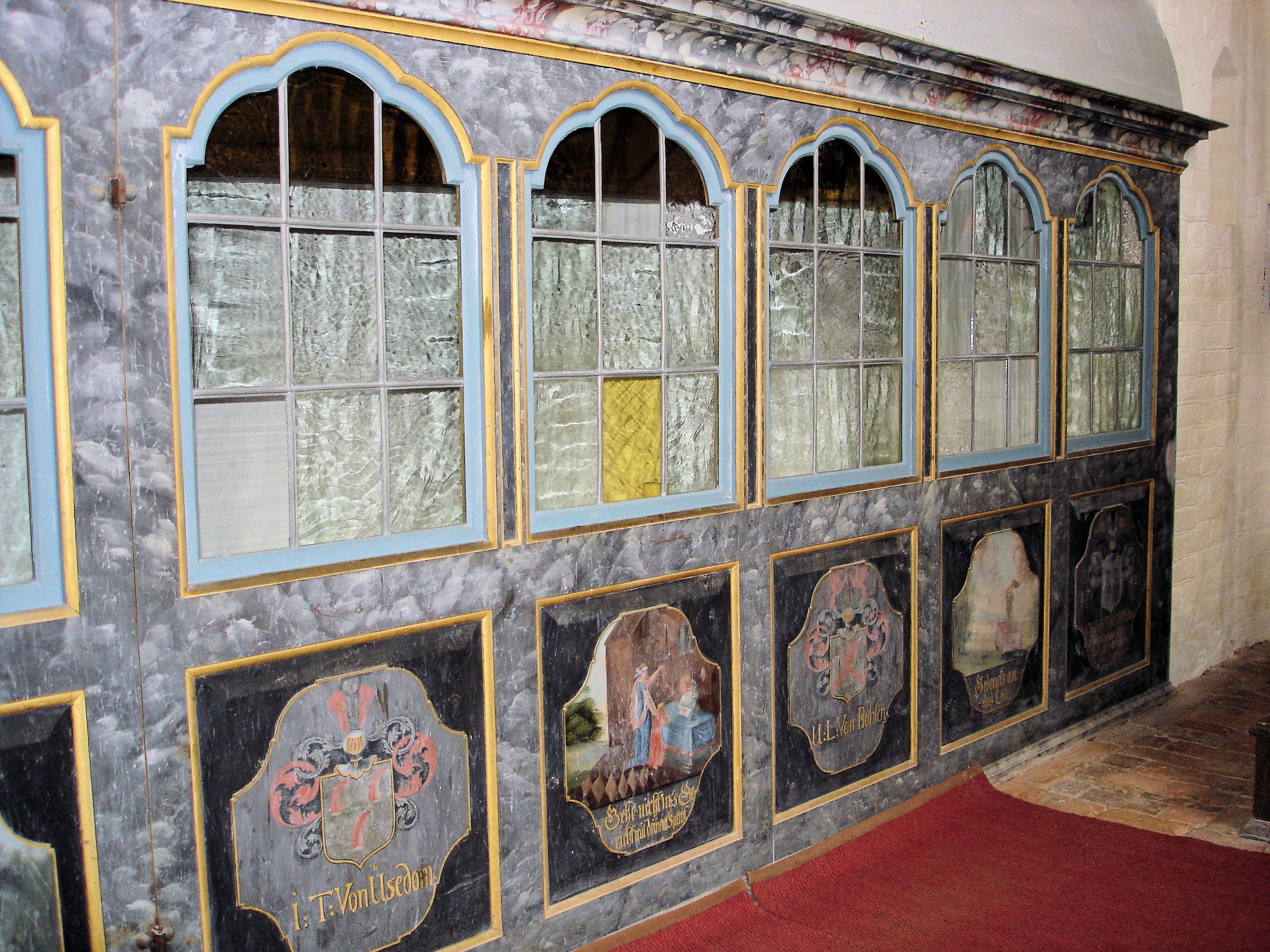
Patronatsloge

Gegenüber dem Beichtstuhl wurde an der nordöstlichen Seite des Chores die Patronatsloge angebaut. An der Außenwand sind die Wappen der hier früher ansässigen Adelsgeschlechter wie von Sidow, von Usedom, von Bohlen, und von Platen angebracht. Ein Sakramentshaus mit Ziergiebel an der Seite bildet den Abschluss. Von der Loge aus war es zugänglich. Bis zum Ende des 19. Jahrhunderts wurde hier eine Marienfigur verwahrt. Angeblich war dies vor der Reformation das Ziel von Wallfahrern.

### Triumphkreuzgruppe
Die spätgotische Triumphkreuzgruppe stammt aus dem 15. Jahrhundert, im 18. Jahrhundert wurde sie farblich neu gefasst. Sie hängt unter dem Triumphbogen zwischen Schiff und Chor. Maria und Johannes flankieren den gekreuzigten Jesus. In den Reliefs an den Kreuzenden sind die Symbole der vier Evangelisten dargestellt.

### Sonstige Ausstattung

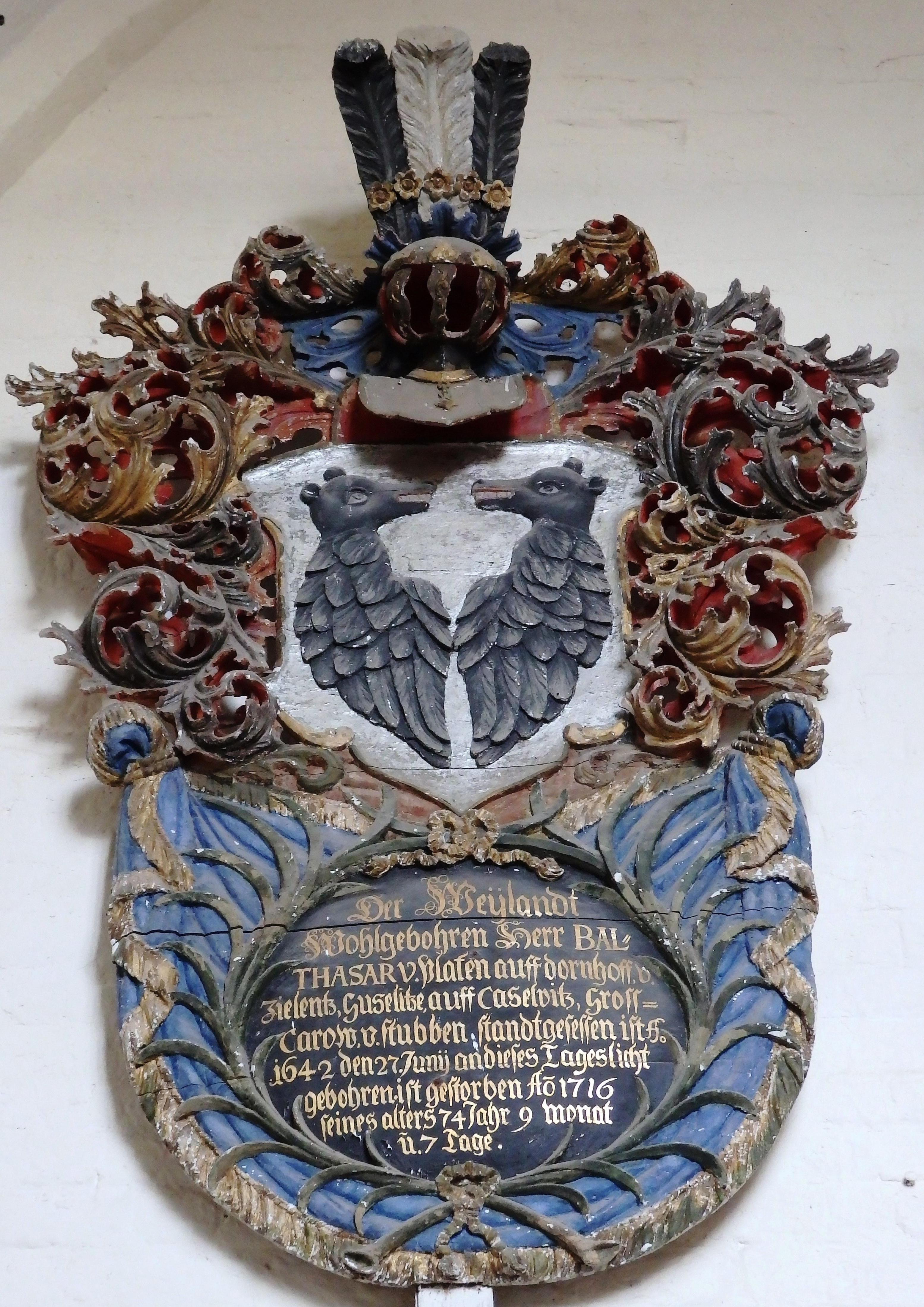
Epitaph für Balthasar von Platen, St.-Johannes-Kirche (Schaprode)

- Grabplatten von 1368 (im Fußboden des Chorraumes) und von 1403 (Grabplatte an der Innenwand des Portalvorhalle)
- Ein im Corpus erhaltenes spätgotisches Kruzifix (über dem Taufständer)
- Epitaph für Balthasar von Platen (1642 bis 1716) aus dem Jahr 1716 an der Nordostwand des Chores

## Gemeinde
Die evangelische Kirchgemeinde gehört seit 2012 zur Propstei Stralsund im Pommerschen Evangelischen Kirchenkreis der Evangelisch-Lutherischen Kirche in Norddeutschland. Vorher gehörte sie zum Kirchenkreis Stralsund der Pommerschen Evangelischen Kirche.